# Mauzoleum Legionistów Polskich w Kaliszu
Mauzoleum Legionistów Polskich w Kaliszu – mauzoleum żołnierzy Legionów Polskich, modernistyczne, wzniesione w 1932, zburzone w 1939. 

## Historia
Mauzoleum wzniesiono ku czci żołnierzy i podoficerów I Brygady Legionów Polskich i II Brygady Legionów Polskich zmarłych w 1917 w obozie internowania w Szczypiornie. Na mauzoleum w kształcie sześciokolumnowej bramy umieszczono napis: Cześć bojownikom o wolność. W listopadzie 1932 roku z cmentarza ukraińskiego w Szczypiornie ekshumowano prochy legionistów: Floriana Adamczyka, Karola Calka, Hostopa Ochnikowskiego, Władysława Wealtera, Filipa Bednarka, Jana Jezierskiego i Franciszka Pociosa. Projekt mauzoleum przygotował Juliusz Kłos.
Obrzęd poświęcenia i złożenia prochów legionistów miał miejsce 27 listopada 1932 roku. Trumnę z prochami legionistów przywieziono na lawecie. Do podnóża mauzoleum ponieśli ją: wiceminister Piestrzyński, generał Orlicz-Dreszer, generał Tokarzewski i poseł Starzak. Po przjeździe pułkownika Sławka rozpoczął się obrzęd poświęcenia cmentarza i mauzoleum. W uroczystości udział wzięli ks. kapelan Łopuszański, ks. prałat Janowski i prezes Związku Legionistów w Kaliszu mecenas Stanisław Wróblewski. Pułkownik Sławek udekorował trumnę Krzyżem Niepodległości, wręczając jeden z nich matce zmarłego legionisty. Trumnę złożono w mauzoleum, a bateria oddała 32 strzały.
Na kolumnadzie umieszczono tablice z napisem: Tu spoczywają żołnierze legionów Józefa Piłsudskiego, zmarli na posterunku walk, w obozie jeńców w 1917 r. i nazwiskami pochowanych legionistów. 
Mauzoleum zostało wysadzone w powietrze przez Niemców w 1940 roku, wówczas też trumnę ze szczątkami legionistów potajemnie przeniesiono na Cmentarz Miejski w Kaliszu i ukryto w grobowcu rodziny Żuczkowskich.